# Бохум-Центр (округ)
Городской административный округ Центр (нем. Stadtbezirk Mitte) — один из шести округов, составляющих территорию города Бохума, (с 1993 года центра региона Средний Рур, земля Северный Рейн-Вестфалия, Германия)

## Общая характеристика
Подразделяется на административные районы, которых здесь девять: 10 Грумме (Grumme), 11 Глайсдрайэк (Gleisdreieck), 13 Альтенбохум (Altenbochum), 14 Зюдинненштадт (Südinnenstadt), 15 Круппверке (Kruppwerke), 16 Хамме (Hamme), 17 Хордель (Hordel), 18 Хофштеде (Hofstede), 19 Римке (Riemke). Каждый район, кроме собственного названия, обозначается двузначными цифрами от 10 до 19. Современная территория округа, как составная часть Бохума, была выделена в 1975 году. Руководство округа базируется на Вилли-Брандт-плац, 2-8 (Willy-Brandt-Platz, 2-8) (городская ратуша).

## Особенности округа
Будучи центром городской агломерации, округ является также центром административной, экономической и культурной деятельности города Бохума. Уже 100 лет назад здесь были сосредоточены крупные заводы по производству чугуна и стали, здесь располагались несколько крупных шахт по добыче каменного угля, был сформирован транспортный железнодорожный узел. Во второй половине XX века, как и весь Большой Рур, центр Бохума пережил спад производства, происходило закрытие шахт и заводов.
В настоящее время округ переориентируется на высокие технологии. По территории округа проходят автобаны А40 и А43, здесь находится центральный пассажирский железнодорожный вокзал. Бывшие промышленные предприятия переориентированы в музеи технической истории и культуры. Среди достопримечательностей округа нужно назвать здание ратуши, планетарий, церковь Петра и Павла, зал Столетия в Западном парке.

## Политическая ориентация
На последних коммунальных выборах, прошедших в 2009 году, за представителей различных партий население проголосовало следующим образом: СДПГ — 39,2 %, ХДС — 26,5 %, Зелёные — 15,7 %, Левые — 8,2 %, СвДП — 6,5 %, остальные партии — 3,9 %. Партийное представительство в руководстве округа таким образом сформировалось в соответствии с пропорциями отданных за кандидатов голосов, среди которых преобладают социал-демократы (СДПГ) (8 из 19 представителей).

## Фотогалерея девяти районов округа

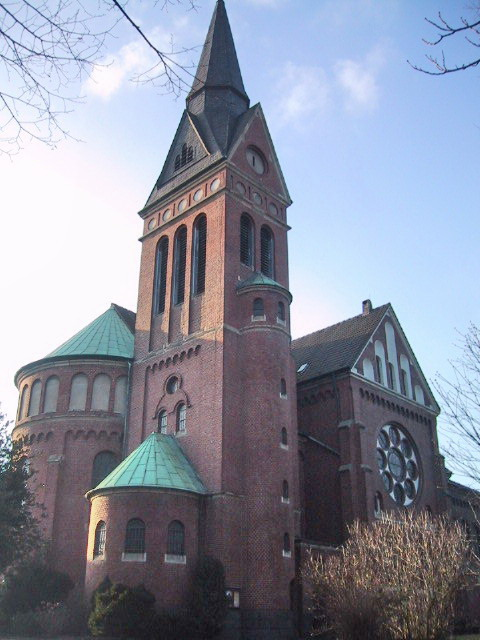
Церковь Св. Креста, Грумме
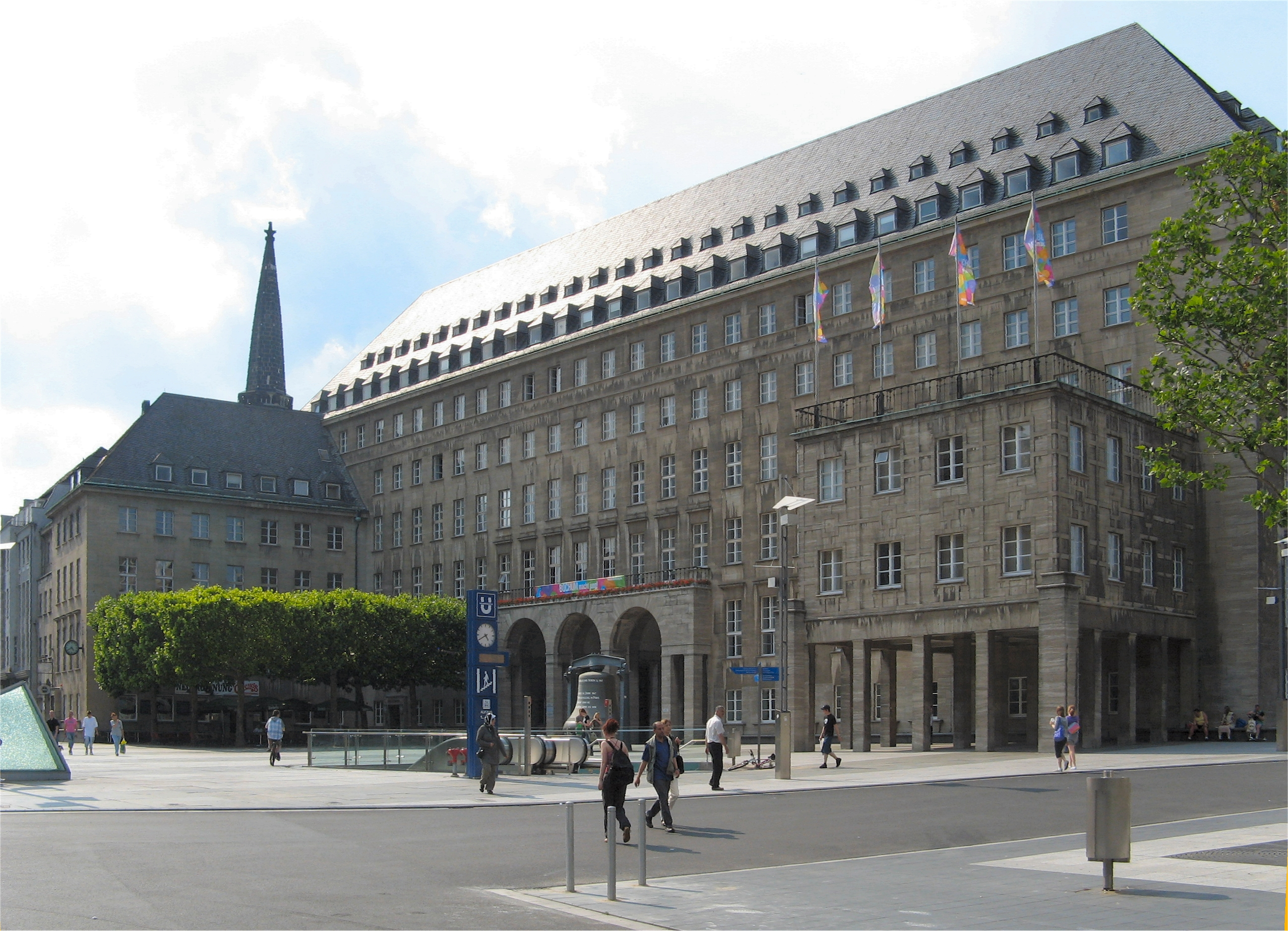
Городская ратуша, Глайсдрайэк
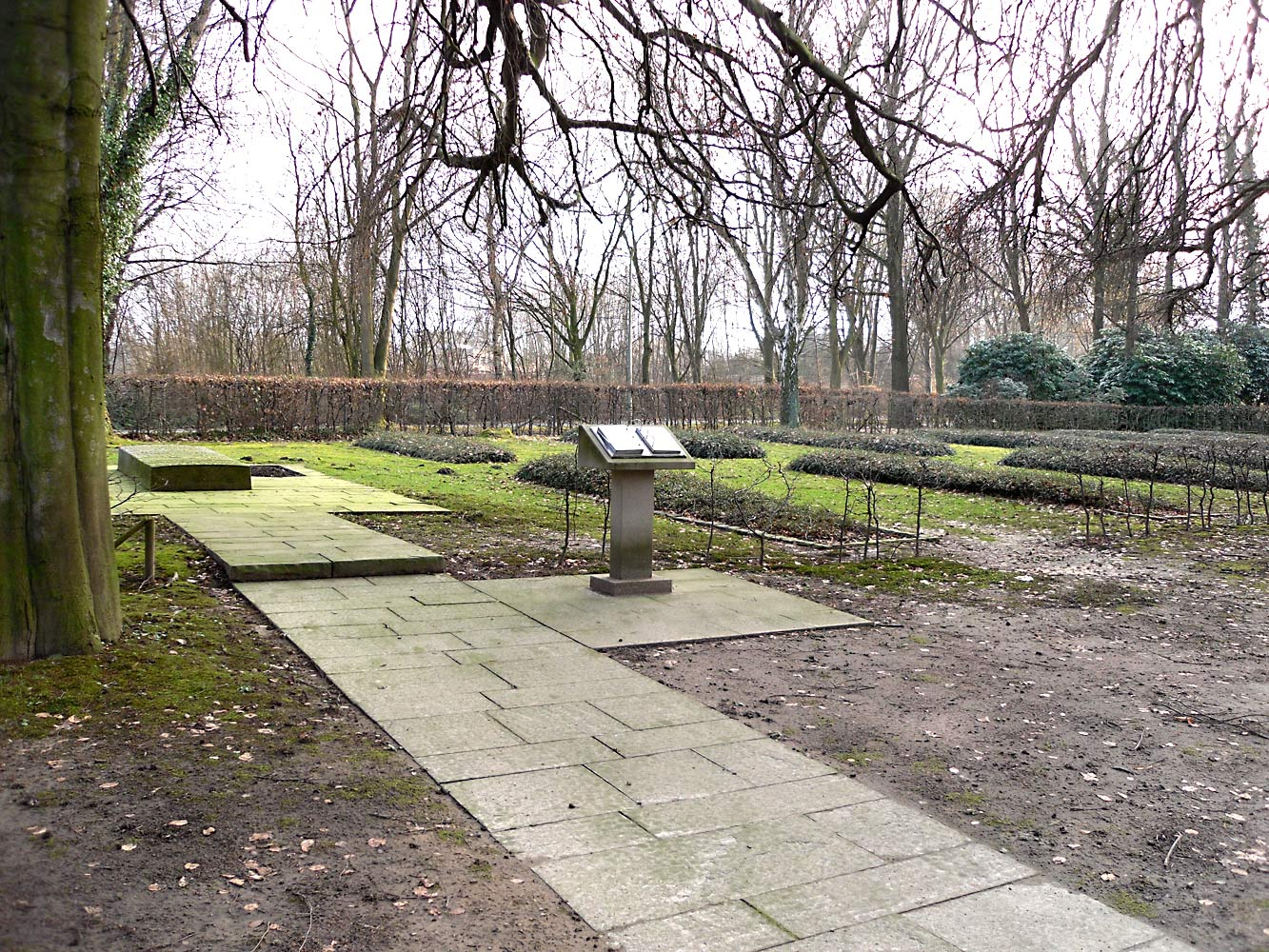
"Русское" кладбище, Альтенбохум
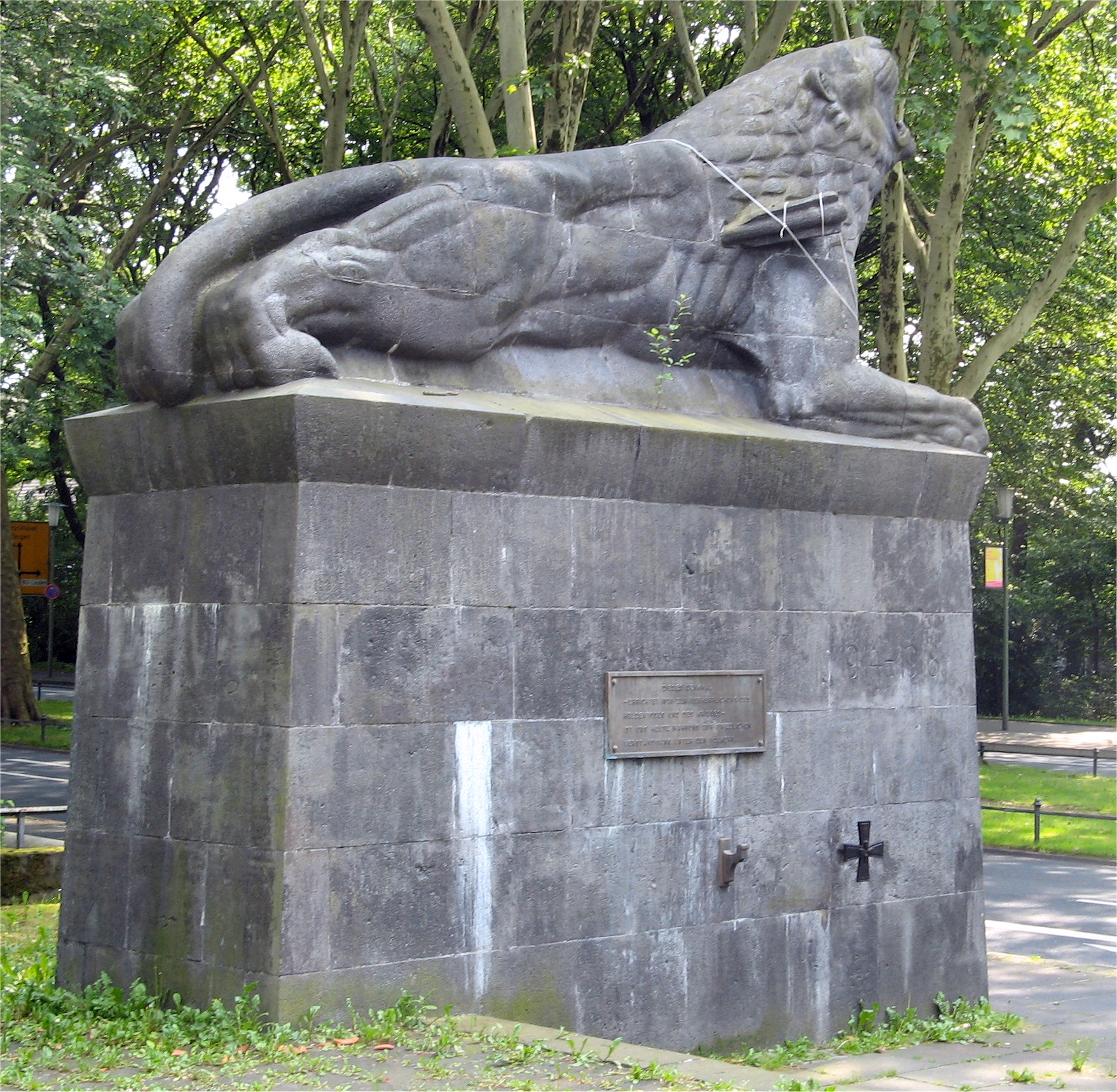
Памятник погибшим в войнах, Зюдинненштадт
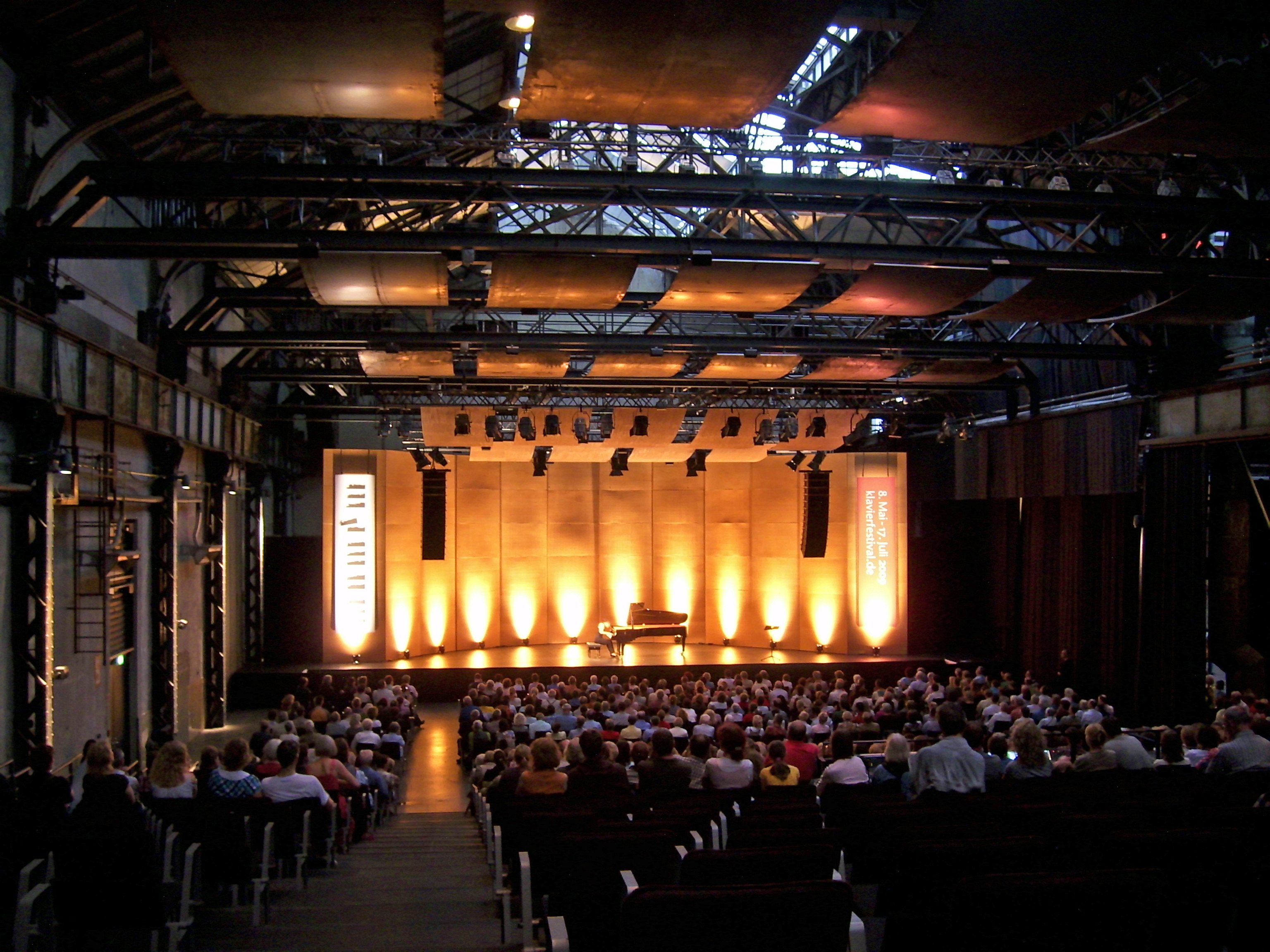
Зал Столетия, Круппверке
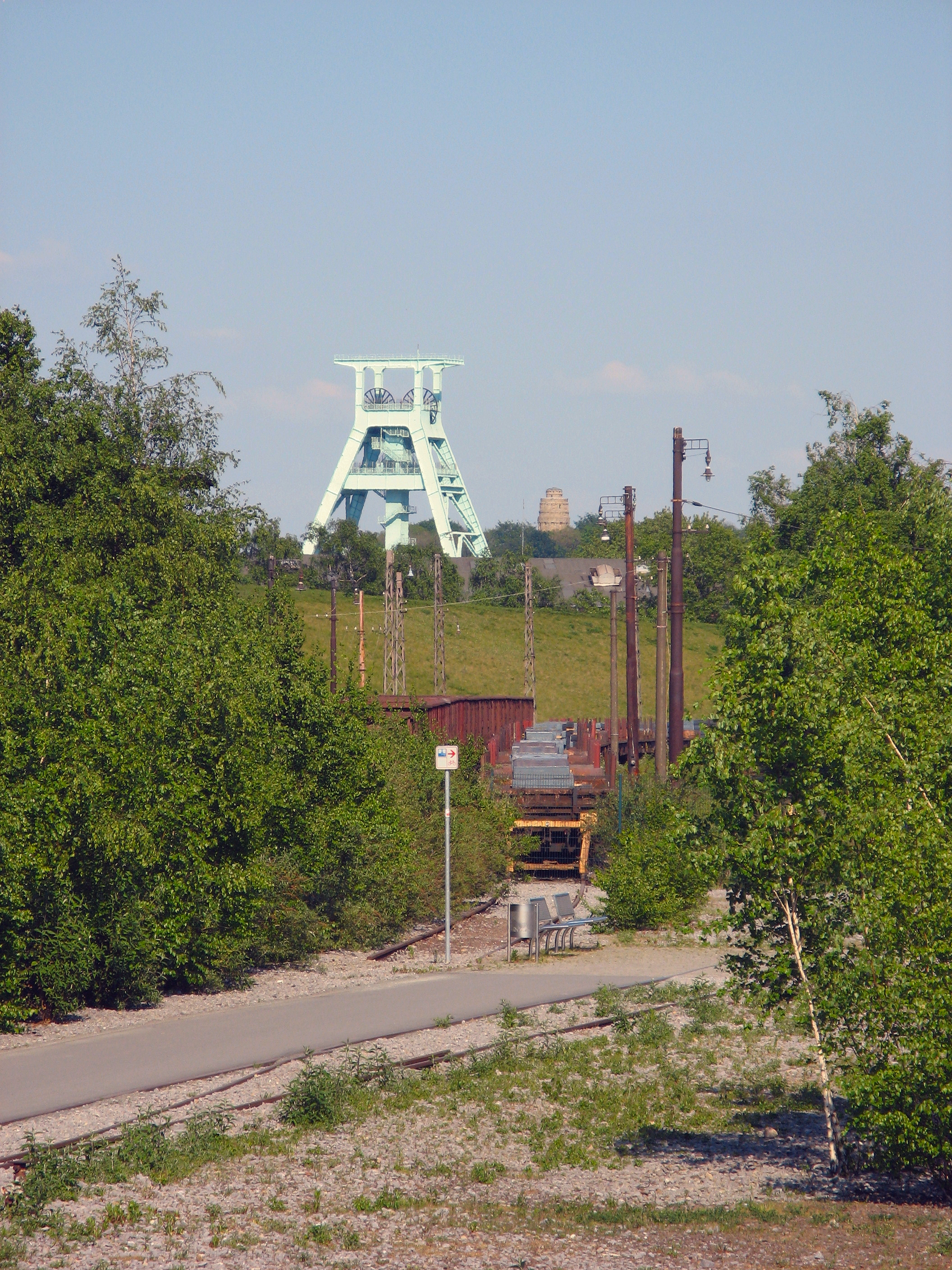
Горный музей, Хамме
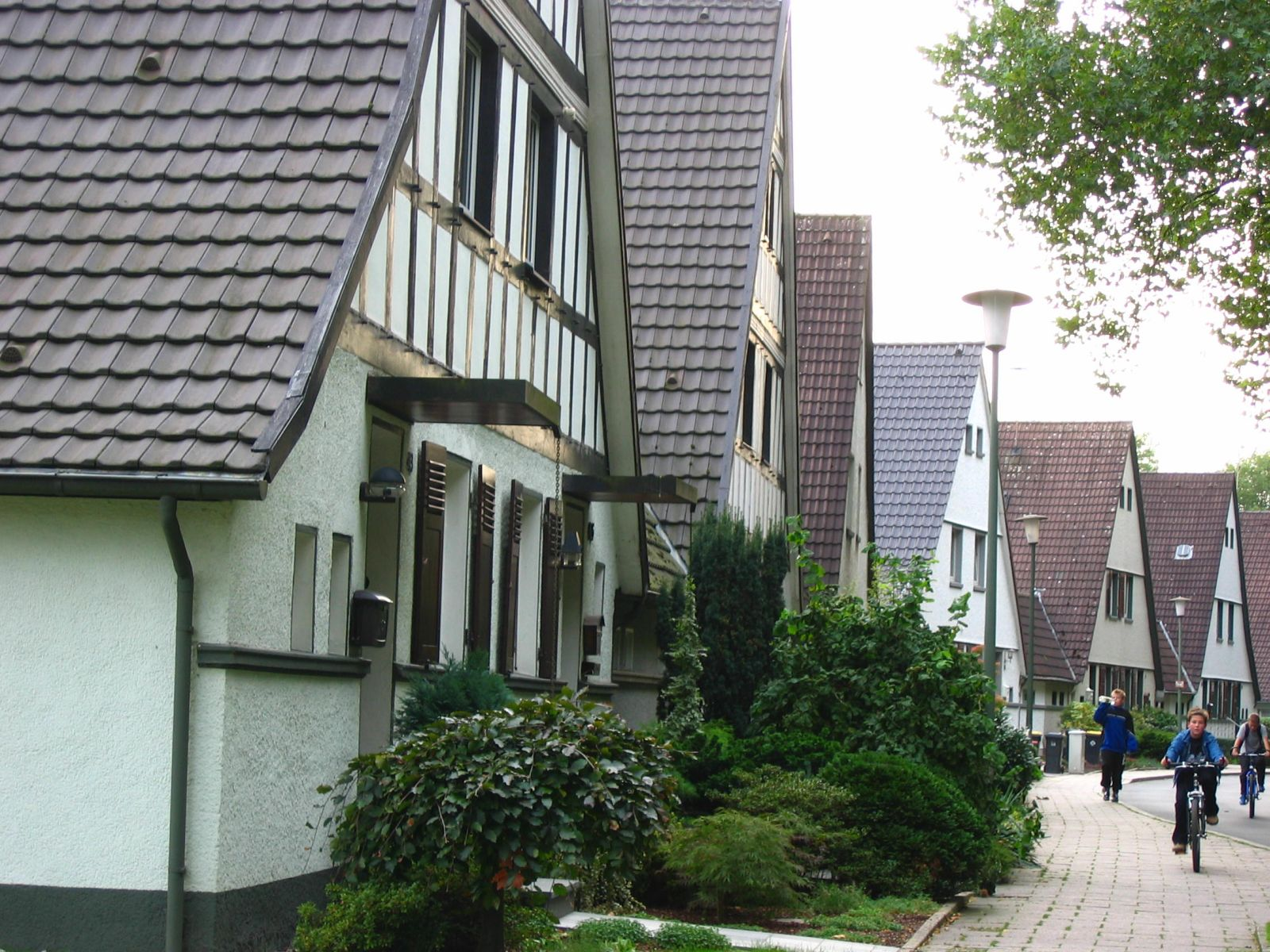
Жилой квартал, Хордель
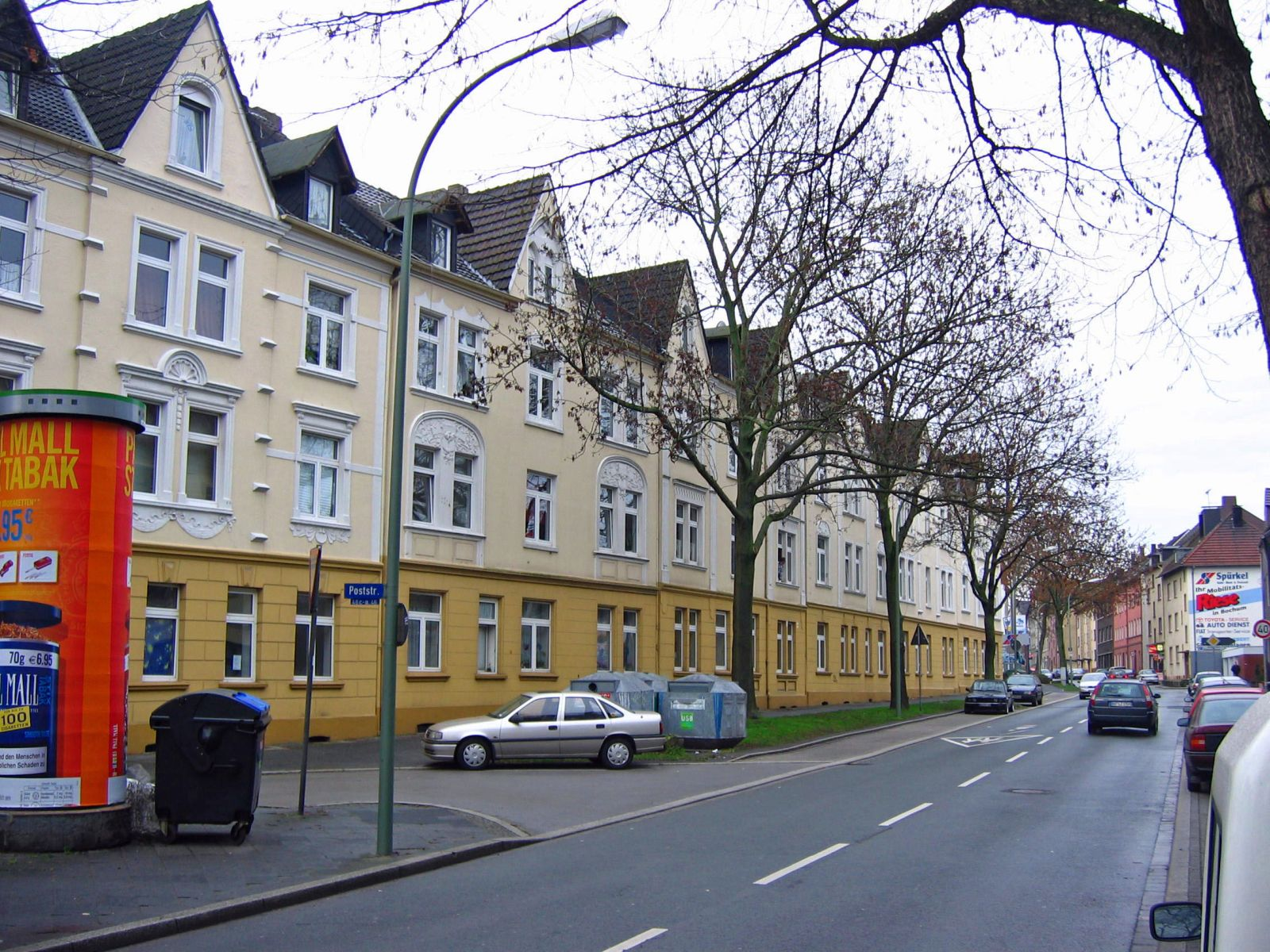
Улица Хернер, Хофштеде
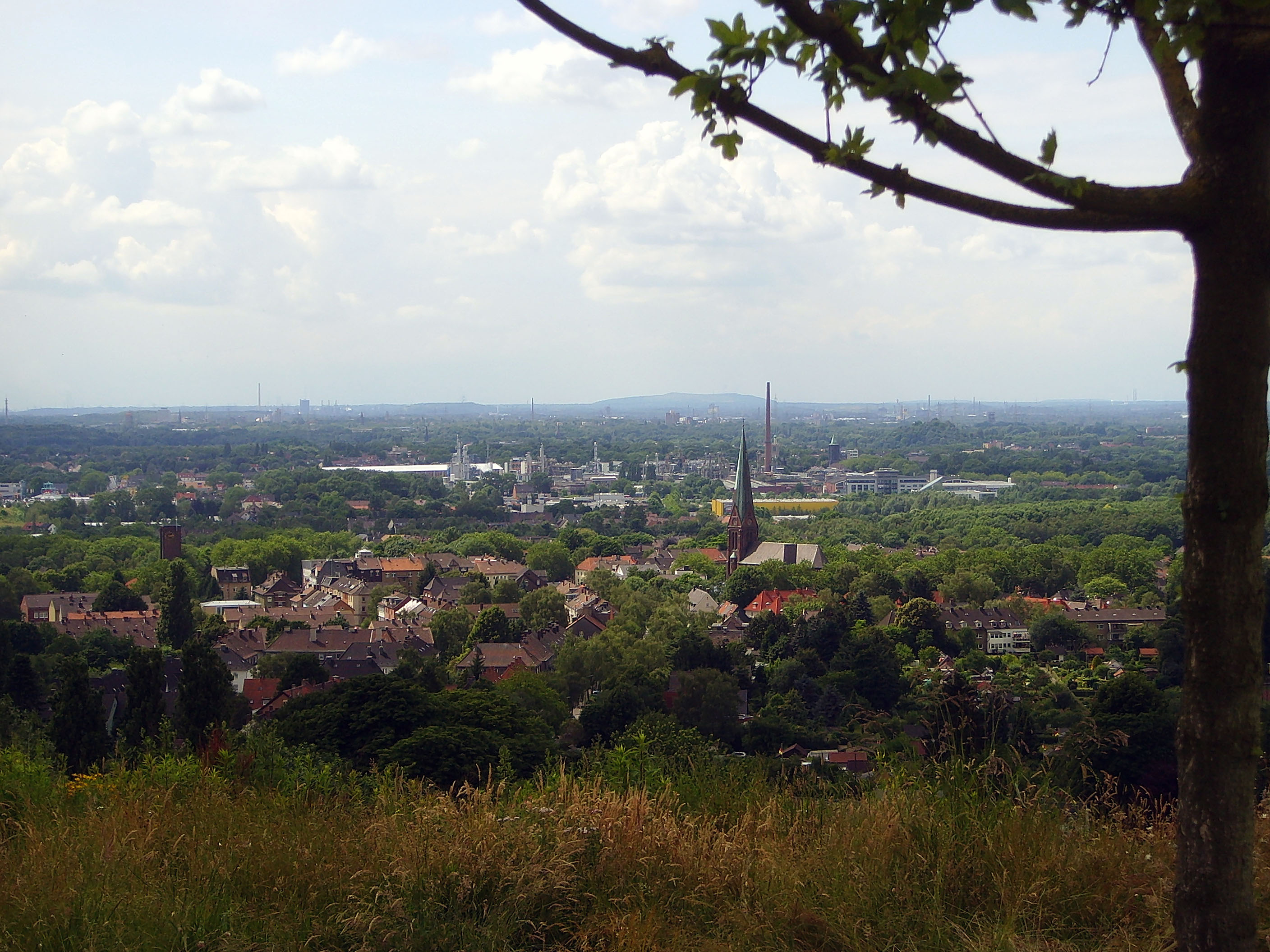
Общий вид, Римке